# Irma (supermarkedskæde)
 For alternative betydninger, se Irma. (Se også artikler, som begynder med Irma)
Irma var en dansk supermarkedskæde, der blev grundlagt i 1886 og eksisterede frem til maj 2024, hvor de sidste syv butikker lukkede. Kæden var ved lukningen Danmarks ældste og Europas næstældste supermarkedskæde, kun overgået af britiske Sainsbury's. Fra 1982 var kæden ejet af Coop, der i forbindelse med lukningen ændrede butikkerne til kædens øvrige butiksformater.
Kæden bestod i 2022 af 68 butikker, hvoraf de 5 var Lille Irma-butikker. I starten af 2018 åbnede den første Irma-økobutik, der dog lukkede igen i 2020. Langt størstedelen af butikkerne var placeret i Hovedstadsområdet; resten i større sjællandske provinsbyer. Butiksnettet var meget broget – fra store supermarkeder til mindre butikker i nærområderne. Efter flere regnskaber i træk med pæne resultater, slog kæden i regnskabsåret 2007 sin egen rekord med et overskud på 75 mio. kr. ud af en omsætning på 2,2 mia. Irma beskæftigede 2.182 medarbejdere i 2008. I kædens sidste leveår leverede den dog betydelige underskud.
Kæden har på mange punkter været en pionér i dansk detailhandel; bl.a. var det den første kæde, der udsendte tilbudsaviser, ligesom kæden de senere år har haft en markant satsning på økologiske varer.
Efter at have været en ren sjællandsk kæde gennem hele kædens levetid ekspanderede man med butikker vest for Storebælt fra 1988. Først prøvede man i Odense i 1988-1992 og i 2007-2013 både i Odense og Århus.

## Historie
Firmaet blev stiftet i 1886 af Karen Marie Schepler og overtaget af sønnen Carl Schepler (1870-1942) i 1898 som en lille æggeforretning på Ravnsborggade 13 på Nørrebro, København, under navnet Mælkeforsyningen Ravnsborg.
I starten af 1900-tallet åbnedes forretninger i Hamborg, Kiel og Flensborg der dog senere lukkede igen. Den daværende næringslov sagde, at man kun måtte eje ét udsalg i hver kommune, med mindre man selv fabrikerede og pakkede varerne. Det blev tilskyndelsen til, at Carl Schepler selv begyndte at producere sine varer. Kaffe, te, kakao og kaffetilsætning kom ind i sortimentet, senere også mel og sukker. Med det større sortiment voksede antallet af forretninger også.
Bomærket Irmapigen skabtes af arkitekt Sophus Greiffenberg, som brugte datteren Else som model. Både Irmapigen og Irmanavnet kom til verden i 1907; sidstnævnte registreret i forbindelse med margarine. Navnet blev opfundet af Greiffenberg og skyldtes det samarbejde, som Schepler havde med en margarinefabrik i Slagelse, Johannes Rasmussens Margarinefabrik. Greiffenberg foreslog, at der i alle butikkerne skulle reklameres med den margarine, som blev solgt, og han forkortede margarinenavnet efter ejeren, altså JRMA – i lighed med OMA, som står for Otto Mønsteds Margarine). Senere blev navnet forvansket til det meget mere mundrette IRMA.
Butikkerne skiftede så navn fra Carl Scheplers Udsalg til Irma. Antallet af forretninger voksede, og der var ved Carl Scheplers død i 1942 110 butikker og en del fabrikker. De blev solgt til en række æggrossister, da ingen af Scheplers arvinger ønskede at tage over. Ny direktør blev Aage Larsen.
Irma-pigen blev registreret som varemærke i 1943 og er senere omtegnet flere gange, bl.a. i 1975 og 1978 af arkitekt Bent Mackeprang og grafiker Erik Ellegaard Frederiksen. Således er hun ikke længere et barn, men en ung kvinde.
Et andet af Irmas varemærker er neonreklamen Irmahønen ved Dronning Louises Bro i København, der blev opsat i 1953.

### Børge Olsen overtager
Børge Olsen blev udnævnt til underdirektør for kæden i 1948 og satte gang i en omfattende modernisering af butikkerne til såkaldte Cirkelbutikker, hvilket betød en overgang til selvbetjening. I slutningen af 1940'erne havde man lanceret åben prismærkning og i begyndelsen af 1950'erne fulgte datomærkning af varerne. Irma åbnede sin første selvbetjeningsbutik i 1950 i Nykøbing Sjælland. Børge Olsen blev i 1951 kædens administrerende direktør og fungerede som sådan til 1979.
I 1960'erne fik Irma en ny varegruppe: Vin. Gennem en massiv markedsføring fik Irma positioneret sig som et godt sted at købe vin. Mod slutningen af 1960'erne søgte kæden i sin markedsføring at fastholde og udbygge kædens eksisterende image. I 1970 udsendtes de første firefarvede tilbudsaviser og en nyskabelse indenfor bæreposer så dagens lys: Plastposer med kunstmotiver. Kunstposen lever den dag i dag. Irma-Olsen, som chefen kaldtes, var heller ikke bleg for at blande sig i samfundsdebatten. Han indrykkede store avisannoncer i 1972 for Irmas norske kildevand og lagde sig ud med Københavns Kommunes vandforsyning, hvis vand han mente kun var egnet til udvortes brug. I 1975 stoppede Irma med at importere vin fra Chile. Som følge af stigende konkurrencen fra discountbutikkerne i starten af 1980'erne satsede Irma markant på bedre varer og bedre kundeservice.

### Økonomisk krise
De fire æggrossister, der havde ejet Irma siden Carl Scheplers død, havde i mellemtiden solgt aktierne til Privatbanken, Odense Ægforretning og Gutenberghus, og i begyndelsen af 1980'erne begyndte rygterne at svirre om at de tre aktionærer vil sælge kæden. Trods massive protester fra medarbejderne sker det i 1982, hvor FDB køber Irma for 300 mio. kr. Den nye ejer lovede at fortsætte kæden som en selvstændig enhed med sin egen profil, varedisponering m.v. FDB indledte imidlertid et frasalg af butikker og forsøgte senere at udvide kædens geografiske udbredelse, bl.a. med tre butikker i Odense med massive tab som resultat. Butikkerne lukkede igen i 1992.
Omkring 100-års-jubilæet i 1986 var der dog lidt optimisme at spore i Irma. Man forsøgte at udvide sortimentet med bl.a. eksotiske frugter, blomster og elektroniske husholdningsartikler samt forskellige mærkevarer. Kartoffelkuren påvirkede danskernes forbrug og betød en skærpet konkurrencesituation for Irma, der måtte lukke en en del af de mindre butikker. Der blev også indledt et massivt frasalg af Irmas øvrige aktiviteter.
Irmas vartegn, kafferisteriet i Rødovre, blev lukket i 1986 og produktionen flyttet til FDB's risteri ved Albertslund. I 1987 blev Irma Kantineservice med ca. 200 ansatte solgt til ISS. Irmas sodavandsfabrik blev solgt i 1988, hvor også Dansk Ægcentral blev afhændet til æg-giganten Danæg. Mejeriet Kongstedlund blev solgt til MD Foods og kædens vintapperi blev i 1990 solgt til Danisco. Tøjkæden In-Store blev samme år fusioneret med den FDB-ejede kæde MacCoy, som Irma derefter ejede halvdelen af. Også på varesortimentet bliver der skåret ned – Irma droppede helt at føre isenkram og skar kraftigt ned på tekstilafdelingen.
Kæden havde dog stadig alvorligt ondt i økonomien – i 1990 viste regnskabet et underskud på 130 mio. kr. Alligevel forsikrede FDB's formand Bjarne Møgelhøj i 1991, at kæden ikke var lukningstruet. Mange af de centrale aktiviteter lagdes ind under i FDB i disse år – det gjaldt bl.a. lagre, distribution, indkøb, administration, kvalitetskontrol, edb, markedsføring og økonomi.
I 1993 annoncerede FDB, at man ville skille sig af med Irma. 30 butikker blev omdannet til SuperBrugsen, øvrige 23 til Fakta-discountbutikker. De resterende 66 butikker ønskede FDB at sælge. Forhandlingerne om et salg blev dog ikke til noget, og samtidig viste mediebevågenheden omkring salgsplanerne at have en for Irmas overlevelse ganske gunstig effekt. I takt med at den økonomiske afmatning i samfundet aftog, vendte kunderne tilbage til Irma, og FDB skrinlagde sine planer.
I 1994 udfasede Irma som den første supermarkedskæde i landet salget af buræg.
I 1994 fik kæden endnu en gang ny direktør i Jørgen Pedersen, der havde en fortid i FDB. Under hans ledelse åbnedes flere nye butikker, og kæden fik et beskedent overskud på 5 mio. kr.

### Udviklingen vender
I 1999 fik kæden ny administrerende direktør, Alfred Josefsen, der i løbet af få år formåede at vende kædens negative udvikling med butikslukninger og et underskud på 25 mio. kr. til et pænt overskud og åbning af nye butikker.
I 2001 fik Irma en 'lillesøster'; Irma City, der var mindre, centralt beliggende convenience food-butikker, der i vidt omfang havde samme basissortiment som de almindelige Irma-butikker, suppleret med forskellige former for færdigretter. Endelig har butikkerne markant længere åbningstider. Irma City etableredes på Vesterbros Torv, Nørrebrogade, Nørrebros Runddel og Østerbrogade.

### Irma forsøger sig med ekspansion vestpå – men må opgive
Efter i mange år at have koncentreret sig om at ekspandere på Sjælland, blev det i september 2007 offentliggjort, at Irma i april 2008 skulle rykke vest for Storebælt. I første omgang åbnede butikker i Magasin i Århus og Odense, hvor de erstattede Magasins Mad & Vin. Irma planlagde at åbne flere butikker i de større byer i Jylland og på Fyn. Det blev umiddelbart efter til yderligere to butikker i hhv. Aalborg-forstaden Hasseris (i en tidligere Fakta-butik) og i Risskov i Århus (i en tidligere Dagli'Brugsen).
Regnskabet i 2007 viste en øget omsætning med 7,2% og et resultat på 75 mio. kr.
Irmas satsning på økologi og miljø fortsatte i 2008, hvor man satte man sig for at sætte rekord i andel af økologiske varer ud fra kædens samlede omsætning i løbet af en uge fordelt på de 78 butikker. Med en andel på 30% som landsgennemsnit blev målsætningen nået. Irma Torvegade på Christianshavn var topscorer med små 40%. Senere på året offentliggjorde kæden, at man fremover kun vil sælge el-sparepærer.
10. oktober 2010 blev Irma landsdækkende med overtagelsen af majoriteten i netsupermarkedet Torvet.dk, der fremover hedder Irmatorvet.dk.
I januar 2011 meddelte Irma, at satsningen i Aalborg ikke var lykkedes, og butikken blev derfor konverteret tilbage til en Fakta. Samtidig åbnedes 3 nye butikker; en i Hellerup og to i Hillerød, dog sådan at den daværende i Hillerød blev lukket.
Marts 2012 meddelte Irma, at de to butikker i Aarhus samt den ene i Odense ville lukke 1. marts 2013, hvorefter Irma kun vil være at finde på Sjælland.

### Irmas hovedkontor flyttes til Albertslund og Alfred Josefsen stopper
Den 3. april 2012 oplyste Irma, at Alfred Josefsen forlader kæden. Årsagen var at Coop, der ejer Irma, ville flytte kædens ledelse og medarbejdere til Coops hovedkontor i Albertslund. Alfred Josefsen udtalte i den forbindelse til Berlingske Business: "Jeg har ikke været med til at træffe beslutningen, og jeg er ikke enig. Det er ikke det rigtige for mit vedkommende. Det er en voldsom beslutning, for jeg er sindssyg glad for virksomheden. Jeg er voldsomt glad for Irma, men det skal være på en måde, der passer til min form" .
Til erstatning ansattes med virkning fra 1. oktober samme år Jesper Uggerhøj, der kom fra en stilling som administrerende direktør i Premier Is.
Selvom salget af buræg var udfaset i 1994, så var der stadig brugt buræg i produktionen deres af egne varemærker. Det blev dog også stoppet i 2017, hvilket resulterede udfasning af 850 produkter, hvor buræg var en del af ingredienserne.
I februar 2018 meddelte kæden, at 11 butikker på Sjælland ville lukke den 8. april, så kæden fremover kun ville eksistere i København. Dette omfattede bl.a. butikker i Holbæk, Ringsted, Slagelse og Næstved.

### Coop lukker Irma
Coop havde i 2022 et underskud på 628 millioner kroner med betydelig gæld, og Irma-kæden havde underskud i flere år. Coop meddelte 31. januar 2023 at Irma-kæden lukker.
Lukningen af Irma-kæden begrundes i pressemeddelelsen med: … at markedsgrundlaget ikke længere er til stede for kvalitetsbevidste kæder som Irma og at kunderne ønsker større discountudvalg fremfor kvalitetsudvalg. Dagbladet Børsen vurderede at lukningen koster 270 mio kr. Nyheden om lukningen af Irma førte til adskillige stærke reaktioner og demonstrationer arrangeret af kunder for at bevare butikskæden. En række varer med Irma-logo blev udsolgt på få dage, og der blev også dannet Facebook-grupper og lavet underskriftindsamlinger for stoppe lukningen. Konkurrenterne Dagrofa og Salling Group forsøgte at appellere til de tidligere Irma-kunder.
Irma havde 65 butikker, hvoraf nogle konverteres til discountkonceptet 365discount som et led i Coops nye strategi om at fokusere mere på discount. Coop har desuden sat målet at 365discount skal være det førende discountmarked i Danmark og vil derfor gå i direkte priskrig med Netto, Rema 1000 og Lidl.
De resterende Irma-butikker blev ombygget til Brugsen eller SuperBrugsen alt efter butikkernes størrelse. 11 af de tidligere Irma-butikker bliver omdannet til lokalbutikskonceptet Brugsen og markeredes med Irma-mindeplader, og ni Irma-butikker blev bygget om til den nye kæde SuperBrugsen; dog var en enkelt på Frederiksberg nogle måneder testbutik for den senere skrottede nye kæde Coop.
De sidste syv Irma-butikker lukkede i maj 2024.

#### Kampen for Irmas bevarelse
Annonceringen af lukningen fik 25.000 mennesker i en facebookgruppe til at protestere imod lukningen af kæden. Den 27. April 2023 blev en bus sendt til Middelfart, i forbindelse med COOPs landsmøde, og i forbindelse med denne happening, blev der blandt andet uddelt goodiebags til medlemmerne i Coops landsråd, og sunget protestsange.

#### Irmaflisen
En anden happening der blandt andet har givet genlyd i de danske medier, har været den anonyme nedsænkning af en mosaik-flise 23. april ved Teaterflisen på Frederiksberg Allé i København. Flisen blev officielt monteret permanent ved Codanhus på Gammel Kongevej i november 2023.

#### Alma
I 2024 offentliggjorde den tidligere Irmadirektør Alfred Josefsen, at han sammen med nogle investorer og en række andre tidligere Irmaledere ville åbne en ny supermarkedskæde i København, Alma Madmarked, som ville lægge sig tæt op ad Irmas gamle stil. De første Almabutikker åbnedes i 2025.

## Direktører
- 1886-1898: Karen Marie Schepler
- 1898-1942: Carl Schepler
- 1942-1951: Aage Larsen
- 1951-1979: Børge Olsen
- 1979-1984: Vagn Holck Andersen[38][39]
- 1985-1991: Ole Juul Møller
- 1994-1999: Jørgen Pedersen[11]
- 1999-2012: Alfred Josefsen[11]
- 2012-2016: Jesper Uggerhøj[40]
- 2016-2021: Søren Steffensen
- 2021-2022: Jan Erik Larsen[41]

## Antal butikker
- 1942 110[42]
- 1976 170[43]
- 1993: 115[44]
- 2014: 83[45]
- 2017: 78[46]
- 2019: 70[47]
- 2023: 65[48]

## Anerkendelser
Kæden har fået megen ros, både nationalt og internationalt.
- 1987: MMM-prisen til adm. direktør Ole Møller[49]
- 2002: Årets dagligvarekæde[50]
- 2003: adm. direktør Alfred Josefsen kåret til Årets leder af fagforbundet Lederne[51]
- 2005
  - Børsens fødevarepris[52]
  - Slagterprisen af Danske Slagterier[53]
  - Europas bedste arbejdsplads inden for detailhandel[50]
- 2006
  - Europas bedste arbejdsplads inden for detailhandel[50]
  - Europas mest troværdige arbejdsplads[50]
  - Danmarks bedste store arbejdsplads
- 2007: Irma-pigen fik klassikerprisen fra Dansk Design Center[54][55][56]
- 2008
  - Årets Bedste Store Arbejdsplads blandt arbejdspladser med mere end 1.000 medarbejdere af Berlingske Nyhedsmagasin[50][57]
  - MMM-prisen, som er den fineste pris for detailhandlere i Danmark[49][50]
- 2015: Nomineret som Årets Arbejdsplads i Europa af European Business Awards: The Employer of the Year Award.[58][59]